# Riserva naturale orientata Saline di Priolo
La riserva naturale orientata Saline di Priolo è un'area naturale protetta situata nel comune di Priolo Gargallo, in provincia di Siracusa ed è stata istituita nel 2000.

## Territorio
La riserva, ricadente nel territorio del comune di Priolo Gargallo (SR), tutela un'area di circa 55 ettari sulla quale si sviluppava in passato l'attività delle saline di Priolo.
L'area è stata riconosciuta dalla Comunità europea come Zona di Protezione Speciale e come Sito di Interesse Comunitario (ITA 0900013), individuato dalla Direttiva Habitat (92/43/CEE) per "La Conservazione degli habitat naturali e seminaturali e della Flora e della Fauna selvatiche" e dalla Direttiva Uccelli (79/409/CEE) concernente la conservazione degli uccelli selvatici.

Nel 2008 la riserva ha vinto il premio nazionale "Oasi più bella d'Italia" della associazione di birdwatching EBN Italia.

## Flora
Nel territorio della riserva coesistono diversi elementi vegetazionali: dalla flora tipica delle zone dunali e retrodunali, alla vegetazione delle zone umide, alla macchia mediterranea.
Tra le specie tipiche delle zone sabbiose si possono citare il papavero delle sabbie (Glaucium flavum), il fiordaliso delle spiagge (Centaurea sphaerocephala) e il giglio marino (Pancratium maritimum).
La vegetazione delle zone umide si caratterizza per la presenza di fitte aggregazioni di cannuccia di palude (Phragmites communis) frammista a tamerice (Tamarix gallica). In prossimità delle sponde si sviluppa il salicornieto caratterizzato dalla salicornia fruticosa (Sarcocornia fruticosa), la sueda marittima (Suaeda maritima), l'atriplice portulacoide (Atriplex portulacoides) e la statice virgata (Limoniun virgatum). Sui terreni più elevati e meno interessati da fenomeni di sommersione prosperano specie legnose quali l'enula viscosa (Inula viscosa) e l'enula marittima (Limbarda crithmoides) che si alternano a fitti cespugli di giunco pungente (Juncus acutus).
La vegetazione della macchia mediterranea è rappresentata da mirto (Myrtus communis), lentisco (Pistacia lentiscus), euforbia arborea (Euphorbia dendroides), olivastro (Olea europea var. sylvestris), alloro (Laurus nobilis), rovi (Rubus ulmifolius), alaterno (Rhamnus alaternus) e asparago pungente (Asparagus acutifolius).
Al confine occidentale della riserva sono presenti alcune specie non autoctone, introdotte in passato a scopo ornamentale, per fissare le dune sabbiose o per creare barriere frangivento, tra cui il pino d'Aleppo (Pinus halepensis), la casuarina (Casuarina equisetifolia), il Myrioporum (Myoporum tenuipholium) e l'acacia (Acacia longipholia), che crescono frammiste a asteraceae autoctone come la scarlina (Galactites tomentosa), la Cardogna comune (Scolymus hispanicus) ed il cardo (Cynara cardunculus).

## Fauna

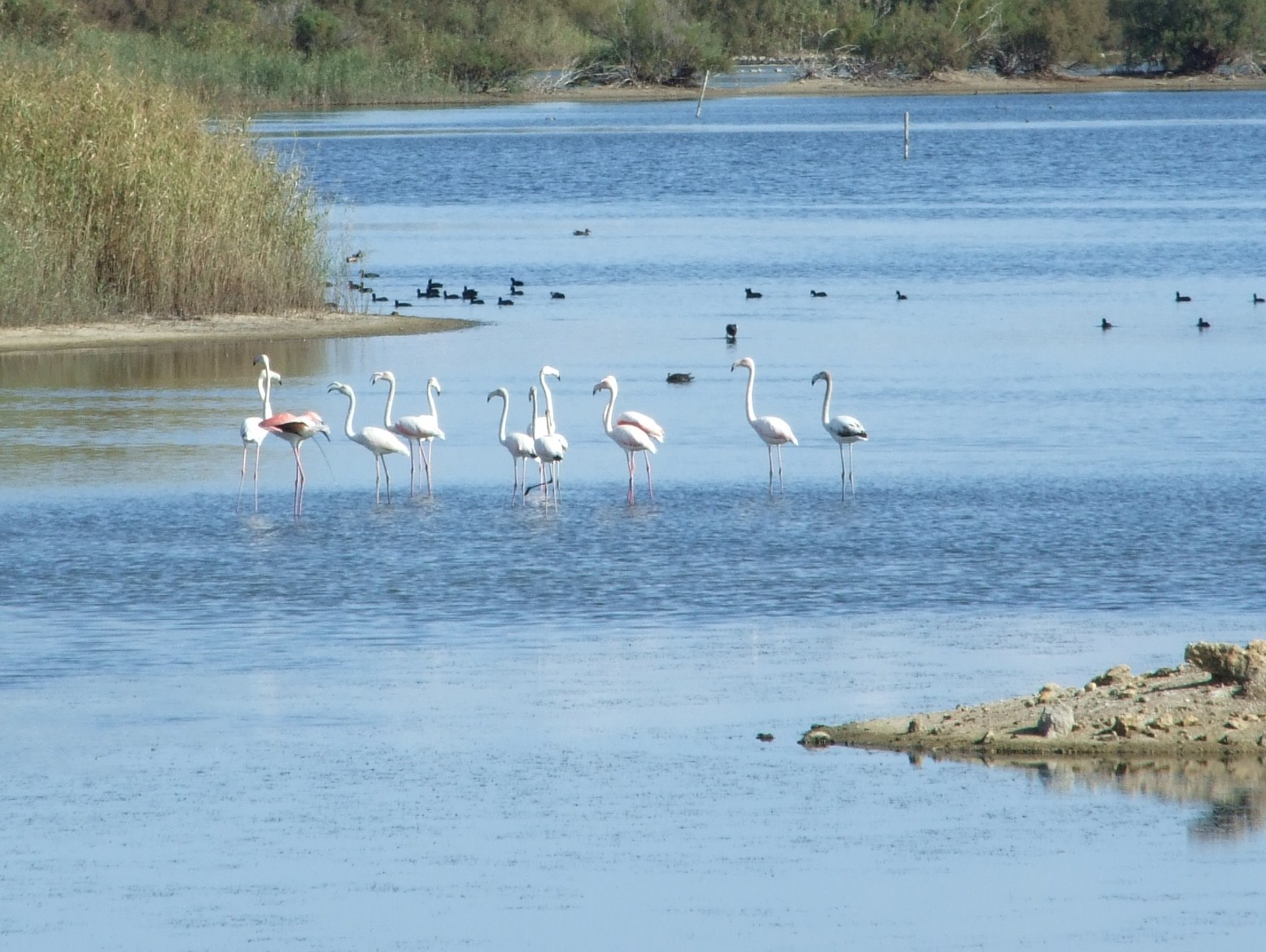

La riserva è area di sosta, nidificazione e svernamento per un elevato numero di specie di uccelli:  sono state osservate più della metà delle specie presenti in Sicilia e circa il 40% di quelle presenti in Italia.
La composizione dell'avifauna varia a seconda delle stagioni. Nel periodo estivo-autunnale la riserva è luogo di sosta di numerose specie migratorie con popolazioni di alcune migliaia di esemplari di specie limicole quali il gambecchio (Calidris minuta), il piovanello (Calidris ferruginea), il piovanello pancianera (Calidris alpina), il corriere grosso (Charadrius hiaticula), la pettegola (Tringa totanus), il piro piro boschereccio (Tringa glareola), il fratino (Charadrius alexandrinus), e specie meno comuni come l'avocetta (Recurvirostra avosetta) e la beccaccia di mare (Haematopus ostralegus). Molto ricco, nella tarda estate, anche il contingente degli ardeidi con la presenza di centinaia di esemplari di airone cenerino (Ardea cinerea), garzetta (Egretta garzetta) e airone rosso (Ardea purpurea). Tra i laridi è particolarmente significativa la presenza della sterna maggiore (Hydroprogne caspia) e del gabbiani roseo (Larus genei). Notevole anche la presenza di fenicotteri rosa (Phoenicopterus roseus).
Nel periodo invernale la riserva è sito di svernamento di numerose specie di anatidi come la moretta tabaccata (Aythya nyroca), la volpoca (Tadorna tadorna), l'alzavola (Anas crecca, il mestolone (Anas clypeata), il fischione (Anas penelope), il tuffetto (Tachybaptus ruficollis), il moriglione (Aythya ferina), lo svasso piccolo (Podiceps nigricollis) e occasionalmente il cigno reale (Cygnus olor). Significativa anche la regolare presenza invernale della folaga (Fulica atra), del piviere dorato (Pluvialis apricaria) e del chiurlo maggiore (Numenius arquata).
Meritano infine una menzione il pollo sultano (Porphyrio porphyrio), oggetto di un programma di reintroduzione, e le numerose specie accidentali registrate occasionalmente nel corso degli anni tra cui il corriere di Leschenault (Charadrius leschenaultii), il beccaccino codastretta (Gallinago stenura), il piro piro fulvo (Tryngites subruficollis), il piro piro di Terek (Xenus cinereus), la sterna di Rüppell (Sterna bengalensis), la bigia di Rüppell (Sylvia ruppeli) e il rarissimo chiurlottello (Numenius tenuirostris).
Tra i mammiferi presenti si annoverano il riccio (Erinaceus europaeus), la crocidura siciliana (Crocidura sicula), il mustiolo (Suncus etruscus), il topolino selvatico (Apodemus sylvaticus), il ratto nero (Rattus rattus), il topolino delle case (Mus musculus), il coniglio selvatico (Oryctolagus cuniculus), la volpe (Vulpes vulpes), la donnola Mustela nivalis) e il rinolofo maggiore (Rhinolophus ferrumequinum).
Negli ambienti acquitrinosi della riserva sono stati osservati anfibi come il discoglosso dipinto (Discoglossus pictus) e la rana verde (Rana esculenta).
Tra i rettili meritano una menzione particolare due specie endemiche della Sicilia: la tartaruga palustre siciliana (Emys trinacris) e la lucertola siciliana (Podarcis waglerianus); altri sauri presenti sono il ramarro occidentale (Lacerta bilineata), il gongilo (Chalcides ocellatus) e il geco comune (Tarentola mauritanica). Sono presenti anche diverse specie di serpenti tra cui il biacco (Hierophis viridiflavus), il colubro leopardino (Zamenis situla) e la biscia dal collare (Natrix natrix)..

## Strutture ricettive
La sede della riserva è dotata di varie bacheche didattiche e di una biblioteca naturalistica.
Gli operatori didattici della LIPU organizzano laboratori sul campo e visite guidate per stimolare la conoscenza della biodiversità presente nella riserva.

È disponibile un sentiero attrezzato per permettere l'accesso a soggetti diversamente abili e numerosi capanni per l'osservazione dell'avifauna.
Recentemente la riserva è stata estesa permettendo l'accesso anche al monumento di epoca romana chiamato Guglia di Marcello.